# HD16046
HD16046 — хімічно пекулярна зоря спектрального класу A3, що має видиму зоряну величину в смузі V приблизно 7,8.
Вона  розташована на відстані близько 453,6 світлових років від Сонця.